# جيورجي أرنولد
جيورجي أرنولد (بالمجرية: Arnold György)‏ (و. 1781 – 1848 م) هو موزع (موسيقى)، وملحن مجري، توفي في سوبتيتسا، عن عمر يناهز 67 عاماً.